# Káto Klinés
Káto Klinés, en grec moderne : Κάτω Κλεινές, appelé Káto Kléstina (Κάτω Κλέστινα), jusqu'en 1926, est un village et un ancien dème du district régional de Flórina, en Macédoine-Occidentale, Grèce. Depuis 2010, il est fusionné au sein du dème de Flórina.
Selon le recensement de 2011, la population du dème s'élève à 2 735 habitants tandis que celle du village compte 394 habitants.